# Remexio
Remexio – miejscowość i poddystrykt w Timorze Wschodnim, w dystrykcie Aileu. Jest drugi pod względem powierzchni w dystrykcie Aileu. Zajmuje powierzchnię 212,09 km² i liczy 10 055 mieszkańców (2010).

## Miejscowość

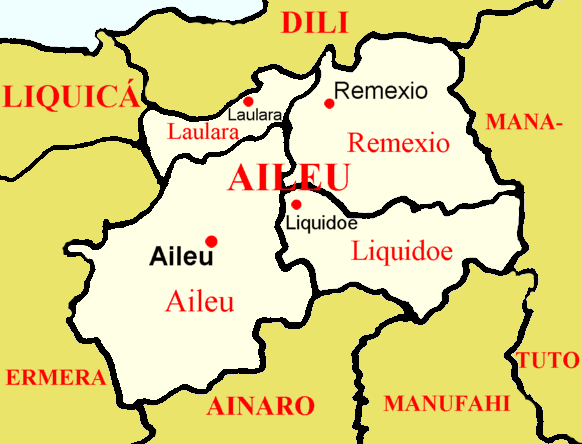
Remexio na wschodzie dystryktu Aileu

Remexio leży 10 km na południowy zachód od stolicy Timoru Wschodniego Dili, a od stolicy dystryktu Aileu miasto dzieli 18 km. Remexio leży na wysokości 918 m n.p.m.

## Poddystrykt
Poddystrykt Remexio graniczy z dystryktami: Dili od północy, Manatuto od wschodu oraz z poddystryktami: Laulara i Aileu od zachodu, Lequidoe od południa.
W 2010 roku mieszkało tutaj 10 055 mieszkańców (w 2004 roku 9493 mieszkańców). Średnia wieku w 2010 wynosiła 17,2 lat (w 2004 roku 16,1 lat). 
Ludność uprawia maniok, kukurydzę, orzechy kokosowe oraz kawę.

## Gminy
Poddystrykt Remexio jest podzielony na 8 gmin:
- Acumau
- Fadabloco
- Fahisoi
- Faturasa
- Hautoho
- Liurai
- Maumeta
- Tulataqueo